# فرانك ماكمانوس (سياسي)
فرانك ماكمانوس (بالإنجليزية: Frank McManus)‏ هو سياسي بريطاني، ولد في 16 أغسطس 1942. حزبياً، نشط في Irish Independence Party ‏. في الانتخابات العامة في المملكة المتحدة 1970، انتخب عضو البرلمان الخامس والأربعون للمملكة المتحدة عن دائرة فيرماناغ وجنوب تيرون (18 يونيو 1970 – 8 فبراير 1974).